# Valérie Cornu
Valérie Cornu (1980) è un'ex sciatrice alpina francese.

## Biografia
La Cornu, attiva dal dicembre del 1995, in Coppa Europa esordì l'8 gennaio 1997 a Tignes in discesa libera (58ª), ottenne il miglior piazzamento il 9 febbraio 1999 ad Abetone in slalom speciale (10ª) e prese per l'ultima volta il via il 19 gennaio 2003 al Passo del Tonale nella medesima specialità, senza completare la prova. Si ritirò al termine della stagione 2003-2004 e la sua ultima gara fu uno slalom speciale FIS disputato il 4 aprile ad Arêches Beaufort, chiuso dalla Cornu al 19º posto; non debuttò  Coppa del Mondo né prese parte a rassegne olimpiche o iridate.

## Palmarès

### Coppa Europa
- Miglior piazzamento in classifica generale: 100ª nel 2002

### Campionati francesi
- 1 medaglia:
  - 1 bronzo (slalom speciale nel 2001)